# Jules-René Fay-Lacroix
Pour les articles homonymes, voir Fay et Lacroix.
Jules-René Fay-Lacroix (Jules René), né le 29 décembre 1812 à Laval et mort le 2 février 1892 à Laval, est un homme politique français.

## Biographie

### Origine
Fils de René Marie Fay-Lacroix (1781-1846), fabricant à Laval et de Michelle Collet-Corbinière (1781-1849), il est bachelier en 1834, et licencié en droit en 1835. Il se marie le 24 juillet 1842 à La Flèche, avec Rose Eugénie Frin de Saint-Germain.
Il prend la succession de M. Housset avoué en 1837.

### Carrière politique
En 1860, Charles Toutain est de nouveau élu membre du conseil, puis, le 18 septembre 1860, nommé maire. Il s'attache comme collaborateur Fay-Lacroix Ils travaillent l’un et l’autre à la transformation de la ville : les annexions de Grenoux, d'une partie de Changé et d’Avesnières, ainsi que la construction du Pont d'Avesnières, de l’Abattoir, la création du Conservatoire, la réorganisation de diverses sociétés locales, etc., etc.
Il est élu conseiller général du Canton de Chailland en 1871 et est réélu jusqu'en 1889. A la mort de  Charles Toutain, en juillet 1874, Fay-Lacroix est nommé maire et remplit ces fonctions jusqu’en 1877. Il devient maire durant un mandat. Il est battu aux Élections législatives de 1876.
Il est fait chevalier de la Légion d'honneur en 1868.
En 1877, il pose sa candidature à la chambre des députés pour les Élections législatives de 1877 ; mais un autre candidat républicain, le docteur Théophile Souchu-Servinière, obtint plus de voix que lui au premier tour de scrutin ; par discipline, il se désista, et Soucbu-Servinière sera  élu.
En août 1877, il est question d'une comptabilité occulte effectuée par Charles Toutain, avec une implication de Fay-Lacroix. Une procédure est lancée à la Cour des comptes par la nouvelle municipalité.  La Cour des Comptes en décembre 1879 établi que Charles Toutain s’est pendant toute cette période de temps, irrégulièrement immiscé dans le maniement des deniers communaux et hospitaliers, mais le déclare définitivement quitte et déchargé de sa gestion occulte.

## Famille
Son fils, Jules-Eugène Fay-Lacroix (né le 22 mai 1843 à Laval, mort le 25 septembre 1912 à Laval), est avocat à Paris et maire de Bry-sur-Marne de 1904 à 1908. Candidat officiel du parti républicain aux élections législatives, il est battu par Christian d'Elva aux Élections législatives de 1889.